# Telesio Interlandi
Telesio Evaristo Interlandi (Chiaramonte Gulfi, 20 ottobre 1894 – Roma, 15 gennaio 1965) è stato un giornalista italiano.
È ricordato soprattutto per il ruolo che ebbe nella diffusione di idee razziste e antisemite durante l'era fascista.

## Biografia
Figlio del maestro elementare Giovanni Interlandi (Chiaramonte Gulfi, 8 settembre 1862 - ?) e della maestra elementare Giuseppa Freri (Catania, ? - ?), Telesio Evaristo nasce a Chiaramonte Gulfi in provincia di Ragusa il 20 ottobre 1894. Compiuti gli studi superiori a Catania, nel 1913 Telesio Interlandi è già redattore capo del Giornale dell'Isola. Partecipa come sottotenente alla prima guerra mondiale, e dopo la guerra lavora per diversi quotidiani: La Nazione di Firenze, per il quale è inviato alla marcia su Roma e il Travaso, giornale satirico romano. Nel 1921 sposa Maria Nobile. Successivamente ebbe un ruolo di primo piano, insieme Francesco Lanza e Nino Savarese anche nella redazione del prestigioso periodico letterario "il Lunario Siciliano", che sotto la sua direzione, si trasferisce da Enna a Roma nel maggio 1928. Il 10 agosto 1919 conseguì l'iniziazione massonica nella loggia Aurora di Catania, e negli anni successivi è redattore capo dell'Impero di Mario Carli ed Emilio Settimelli, un quotidiano fascista per il quale crea una rubrica breve ed efficace, "Colpi di punta".

### Il Tevere
Nel 1924 fonda e dirige, in polemica con il Popolo d'Italia, foglio ufficiale del fascismo, un giornale più spregiudicato: Il Tevere. Dalle colonne del Tevere vengono attaccati in prima pagina ministri in carica, come Giuseppe Bottai, o personaggi di rilievo del regime, come Marcello Piacentini, architetto e urbanista "ufficiale" del fascismo.
Alla "terza pagina" del Tevere collaborano numerosi intellettuali dell'epoca. Nel 1925 è segretario dei giornalisti romani. Dal 1926 il quotidiano è sostenuto direttamente da Benito Mussolini.

### Ruolo nella politica razziale fascista
(Mino Maccari)
Nel 1933 fondò il settimanale Quadrivio. Nel 1936 iniziò la pubblicazione de Il Legionario, settimanale di propaganda fascista e di supporto alla guerra civile spagnola. Nel 1938 Interlandi fondò e diresse fino al 1943 il quindicinale La difesa della razza, punto di riferimento della politica razzista messa in atto dal fascismo italiano.
Dello stesso anno è il suo libro più discusso, Contra judaeos. Aderì alla Repubblica Sociale Italiana dove gli fu affidata la propaganda radiofonica. Arrestato nell'ottobre 1945 beneficiò dell'amnistia del 1946. Morì a Roma, a settant'anni, nel 1965.

## Opere
- La croce del sud. Dramma in 3 atti (con Corrado Pavolini), Rizzoli editore, Milano 1927.
- Pane bigio, L'italiano, Bologna 1927.
- I nostri amici inglesi, Cremonese, Roma 1936.
- Contra judaeos, Tumminelli, Roma-Milano 1938.
- Le vele nere. Rappresentazione in tre atti, Circolo della Stampa, Milano 1944.
- Così, per (doppio) gioco. Rapsodia d'una generazione, Quadrivio, Lanciano 1962.